# Let's Eat Grandma
I Let's Eat Grandma sono un gruppo musicale britannico formatosi a Norwich nel 2013 e composto da Jenny Hollingworth e Rosa Walton.

## Storia del gruppo
Le due ragazze componenti della band si sono conosciute a Norwich (Norfolk) quando erano bambine e hanno iniziato a suonare insieme all'età di tredici anni. 
Il loro primo album I, Gemini, è stato pubblicato nel giugno 2016 dalla Transgressive Records.
Il loro secondo album I'm All Ears, uscito nel giugno 2018, è stato prodotto da David Wrench, Sophie e Faris Badwan (The Horrors). Il disco è stato accolto molto positivamente dalla critica, tanto da essere inserito nella lista dei migliori album del 2018 da siti specializzati come Mojo, Pitchfork, The Independent e altri.
Anticipato dal singolo Hall of Mirrors, uscito nel settembre 2021, il terzo album Two Ribbons viene pubblicato nell'aprile 2022. 

## Formazione
- Rosa Walton
- Jenny Hollingworth

## Discografia

### Album in studio
- 2016 – I, Gemini
- 2018 – I'm All Ears
- 2022 – Two Ribbons

### Singoli
- 2016 - Sax in the City
- 2016 - Deep Six Textbook
- 2016 - Sink
- 2016 - Eat Shiitake Mushrooms
- 2016 - Rapunzel
- 2016 - Eat Shiitake Mushrooms(radio edit)
- 2016 - Eat Shiitake Mushrooms (remix di Joel Amey)
- 2018 - Hot Pink
- 2018 - Falling Into Me
- 2018 - It's Not Just Me
- 2018 - Ava
- 2018 - I Will Be Waiting (remix di Baths)
- 2018 - Falling Into Me (remix di patten)
- 2021 - Hall of Mirrors
- 2021 - Two Ribbons
- 2022 - Happy New Year
- 2022 - Levitation

### EP
- 2019 - Soundtrack to Dark Continent: Semiramis